# Ruwerwein

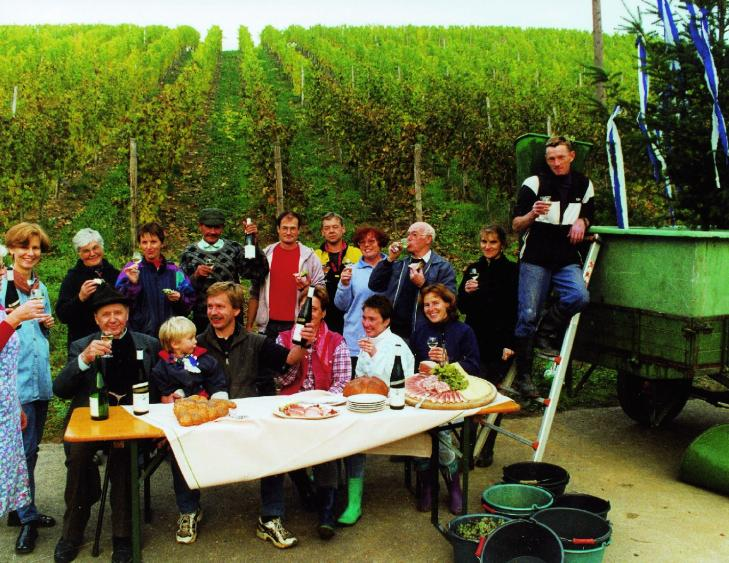
Winzervesper im Ruwertal

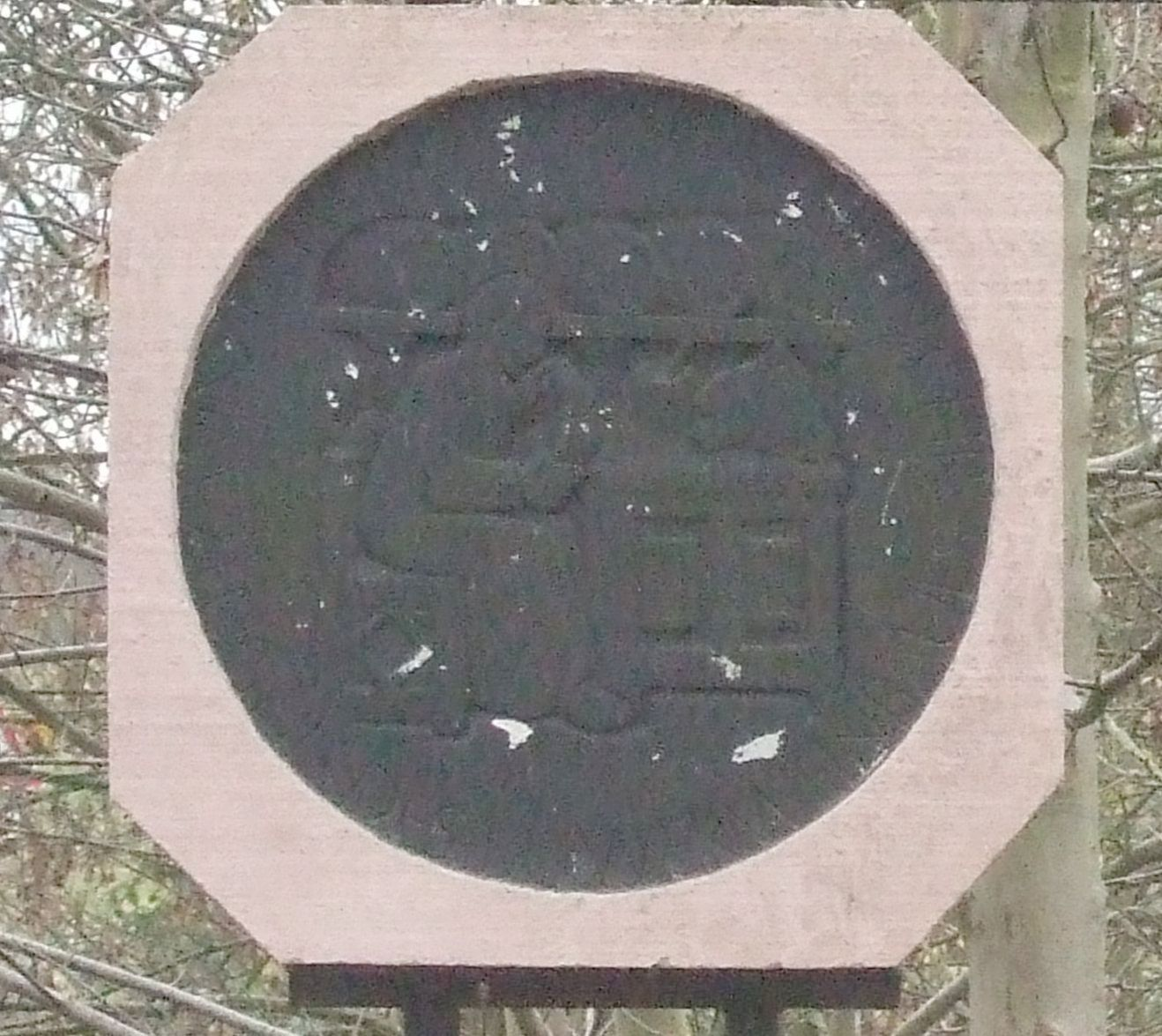
Winzer im Weinkontor

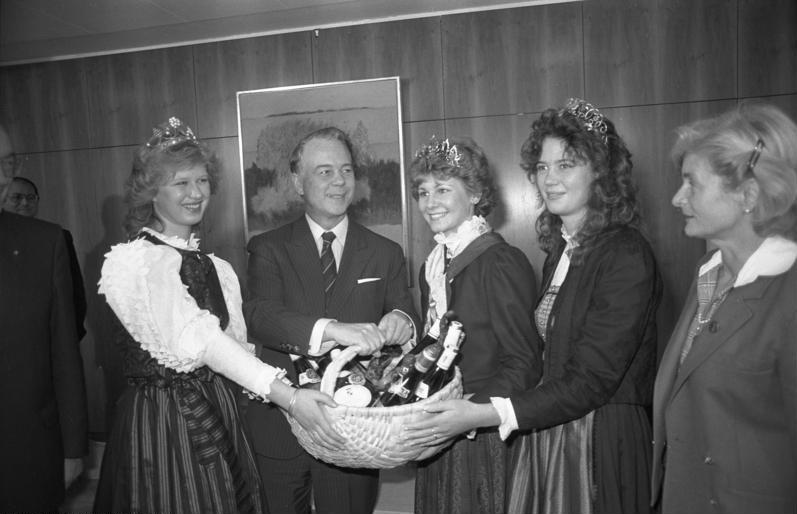
Übergabe eines Präsentes an Bundesratspräsident Albrecht durch die Deutsche Weinkönigin Mechthild Meyer

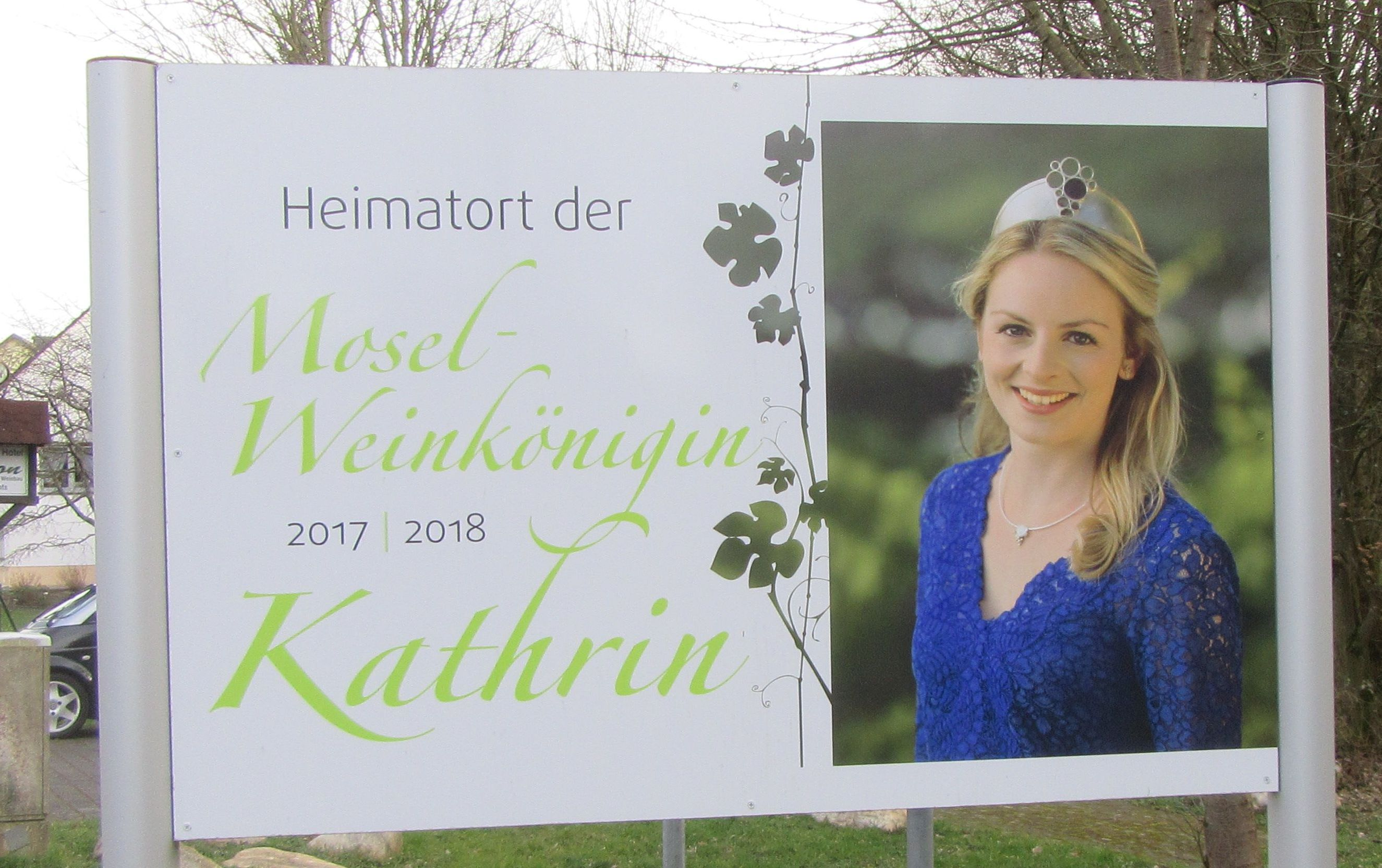
Hinweistafel in Waldrach, Heimatort der Moselweinkönigin 2017/2018, Kathrin

Ruwerwein bezeichnet den Wein, der an den Hängen des unteren Ruwertales bei Trier gewonnen wird. Die Ruwer ist ein Nebenfluss der Mosel. Die Weinlagen sind Teil des Weinbaugebiets Mosel, das bis zum Frühjahr 2007 „Mosel-Saar-Ruwer“ hieß. Seit 1998 bildet der Bereich Ruwertal, später Bereich Ruwer, einen der sechs Weinbaubereiche des Anbaugebietes Mosel.

## Geschichte
Seit römischer Zeit wird an der Ruwer Wein angebaut. Ein Beleg hierfür ist das Relief Winzer im Weinkontor, das bei einer Mühle in Mertesdorf gefunden wurde und in das 2. Jahrhundert datiert worden ist.
Im 19. Jahrhundert besaß die Familie des Philosophen Karl Marx fast dreißig Jahre lang einen Weinberg im Mertesdorfer Distrikt Im Viertelberg. Er gehört heute zum Weingut Maximin Grünhaus.
Die bestockte Rebfläche betrug 2023 im Anbaugebiet Ruwertal 180 Hektar.

## Weinlagen
Die Weinlagen sind:
- Eitelsbacher Marienholz
- Eitelsbacher Karthäuserhofberg
- Maximin Grünhäuser Bruderberg
- Maximin Grünhäuser Herrenberg
- Maximin Grünhäuser Abtsberg
- Mertesdorfer Herrenberg
- Mertesdorfer Johannisberg
- Lorenzhöfer Mäuerchen
- Lorenzhöfer Felslay
- Kaseler Hitzlay
- Kaseler Nieschen
- Kaseler Kehrnagel
- Kaseler Dominikanerberg
- Kaseler Timpert
- Kaseler Herrenberg
- Waldracher Krone
- Waldracher Jesuitengarten
- Waldracher Meisenberg
- Waldracher Ehrenberg
- Waldracher Laurentiusberg
- Waldracher Sonnenberg
- Morscheider Heiligenhäuschen
- Sommerauer Schlossberg

## Weingüter
Der Ruwer-Riesling e. V. hat über 20 Mitgliedsweingüter, darunter Weingut Karthäuserhof, Weingut Maximin Grünhaus, Weingut Erben von Beulwitz, Weingut Karlsmühle, Dominikaner-Weingut C. von Nell-Breuning oder Weingut Reichsgraf von Kesselstatt.
Der Duisburgerhof in Eitelsbach ist im Besitz der Bischöflichen Weingüter Trier und das Gut Sommerau ist im Besitz der Peter Mertes Familienweingüter.

## Ruwerweinköniginnen
Seit 1966 werden im Ruwertal die Ruwerweinköniginnen gewählt. 1969 bekam Reinhilde Rothbrust, Kasel diesen Titel, sie wurde 1970 Gebietsweinkönigin von Mosel-Saar-Ruwer und 1971 Deutsche Weinprinzessin. 1983 wurde Mechthild Meyer, Waldrach zur Ruwerweinkönigin gewählt. Sie wurde 1984 Gebietsweinkönigin Mosel-Saar-Ruwer und 1985 Deutsche Weinkönigin. Seit 1990/1991 wird die jeweilige Ruwerweinkönigin auf die Dauer von zwei Jahren gewählt. Die damalige Ruwerweinkönigin Kathrin Hegner aus Waldrach wurde im September 2017 in der Europahalle Trier zur Gebietsweinkönigin Mosel 2017/2018 gewählt.

## Veranstaltungen
Veranstaltungen des im Jahre 1989 gegründeten Ruwer-Riesling e. V.:
- WineTime, Jungweinprobe, Tage der offenen Weinkeller im Ruwertal, Ruwertaler Frühling am Pfingstsonntag in den Weinbergen zwischen Kasel und Mertesdorf, Vergleichsweinprobe, Ruwerweinfest, Oktoberweinfest, Weinmarkt, Kulinarische Ruwer-Riesling-Abende;